# Wanda Rollny

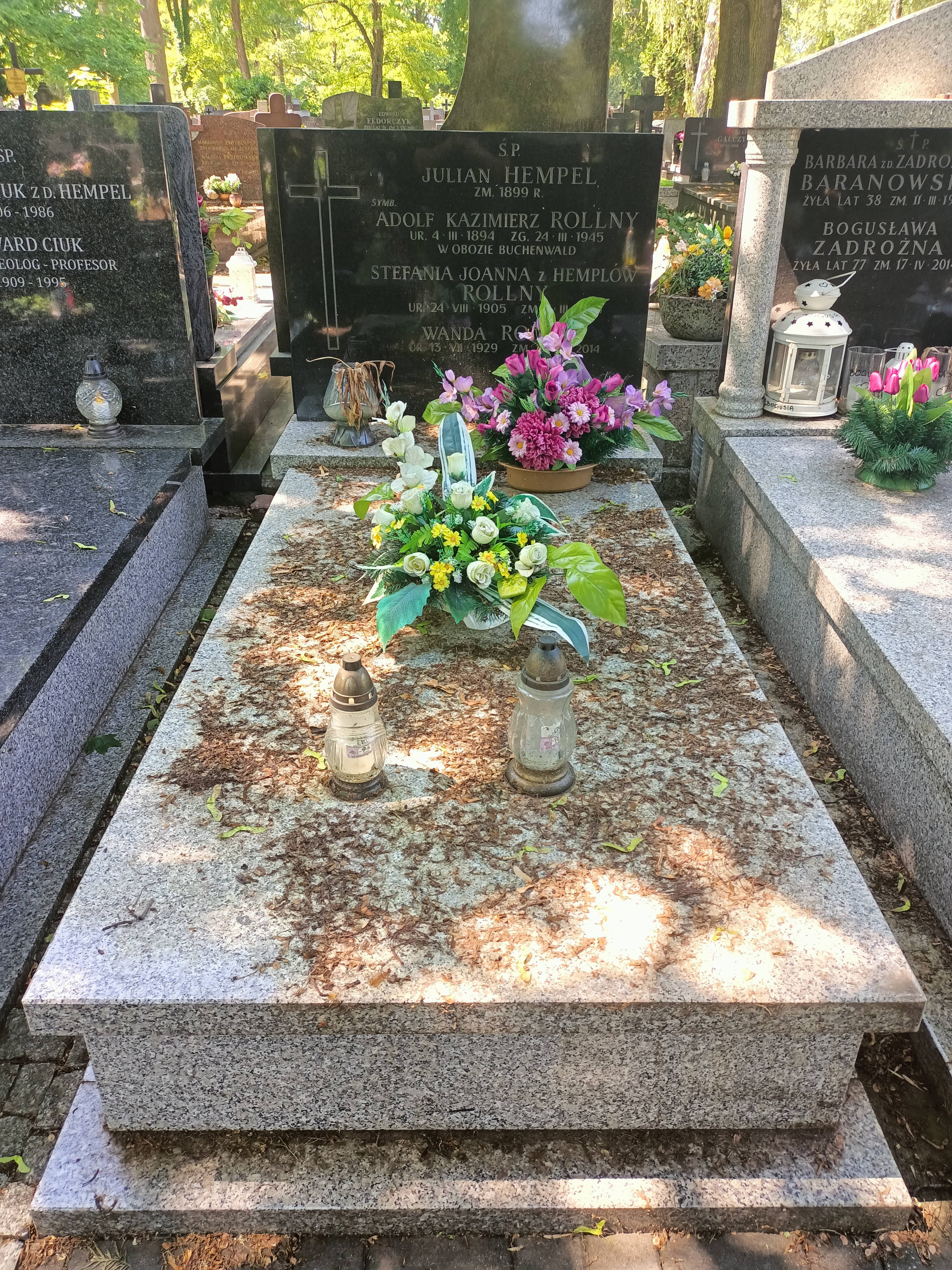
Grób Wandy Rollny na Cmentarzu Bródnowskim w Warszawie

Wanda Rollny (ur. 13 lipca 1929 w Warszawie, zm. 18 marca 2014) – scenarzystka, reżyser filmów dokumentalnych.
Ukończyła studia na Wydziale Historycznym Uniwersytetu Warszawskiego. Debiutowała w 1957 roku krótkometrażowym filmem Na harcerskim biwaku. Filmy realizowała głównie w Wytwórni Filmów Oświatowych w Łodzi. Była członkiem Stowarzyszenia Filmowców Polskich oraz członkiem Sekcji G – Autorów Dzieł Filmowych i Telewizyjnych Stowarzyszenia Autorów ZAiKS. Pochowana na cmentarzu Bródnowskim w Warszawie (kwatera 17F-5-9).

## Filmografia

### Scenariusz, reżyseria
Źródło.
- 1999: Cygańskie zaduszki, scenariusz, reżyseria
- 1999: Za wiarę i ojczyznę, reżyseria: Wanda Rollny, ks. Tomasz Kaczmarek[5]
- 1993: Czas wielkiej próby, scenariusz, reżyseria
- 1989: Konzentrationslager Buchenwald, reżyseria
- 1989: Rozwój zarodka człowieka, reżyseria
- 1988: Stanisław Siedlecki, scenariusz, reżyseria
- 1988: Straszyki, reżyseria
- 1988: Zwierzęta jadowite, scenariusz, reżyseria
- 1985: Konserwacja mebli do Zamku Królewskiego, reżyseria
- 1985: U progu życia, reżyseria
- 1985: Zamek Królewski w Warszawie, scenariusz, reżyseria
- 1984: U progu macierzyństwa, scenariusz, reżyseria
- 1983: Jeśli kochasz – nie pal!, scenariusz, reżyseria
- 1983: S.O.S., scenariusz, reżyseria
- 1982: Egzotarium krakowskiego zoo, scenariusz, reżyseria
- 1981: Andrzej Budziszewski opowiada, scenariusz, reżyseria
- 1981: Higiena odżywiania, scenariusz, reżyseria
- 1981: Ogród zoologiczny w Krakowie, scenariusz, reżyseria
- 1980: Aby lepiej zrozumieć zwierzęta, scenariusz, reżyseria
- 1979: Ssaki, scenariusz, reżyseria
- 1978: Zwierzęta egzotyczne w zoo, scenariusz, reżyseria
- 1977: W mojej rodzinie, scenariusz, reżyseria
- 1976: Nim powstanie rodzina, scenariusz, reżyseria
- 1976: Jeszcze nie dorośli..., scenariusz, reżyseria
- 1976: Od odruchu do neuronu, scenariusz, reżyseria
- 1976: Z badań nad snem, scenariusz, reżyseria
- 1974: Chodzimy na piątkę, reżyseria
- 1974: Gawędy niedzieckie, scenariusz, reżyseria
- 1974: Moje zęby świadczą o mnie, scenariusz, reżyseria
- 1974: Pierwsze prawo jazdy, scenariusz, reżyseria
- 1973: O warszawskim zamku, scenariusz, reżyseria
- 1972: Fenyloketonuria, reżyseria
- 1972: Fitochormony, scenariusz, reżyseria
- 1972: Fryderyka Chopina lata warszawskie, reżyseria
- 1970: Tam nad jeziorem, scenariusz, reżyseria
- 1969: Hania już liczy, reżyseria
- 1969: Kołobrzeski dzień, scenariusz, reżyseria
- 1969: Nasze przywileje, scenariusz, reżyseria
- 1968: Bioelektryczność, scenariusz, reżyseria
- 1968: Świetlica w Kcyni, scenariusz, reżyseria
- 1967: Neurony, scenariusz, reżyseria
- 1967: Pa, znaczy dzień dobry, proszę, dziękuję, scenariusz, reżyseria
- 1967: Wystawa marzeń, scenariusz, reżyseria
- 1967: Z wizytą u dziadka, scenariusz, reżyseria
- 1966: Szkoły przyjaźni, scenariusz, reżyseria
- 1966: W Grecji, reżyseria
- 1965: Jąkanie, reżyseria
- 1965: Równy start, scenariusz, reżyseria
- 1965: U źródeł historii, scenariusz, reżyseria
- 1964: Elementarz dla najmłodszych, reżyseria
- 1964: Pod Akropolem, reżyseria
- 1964: W sześciu spojrzeniach, scenariusz, reżyseria
- 1963: „Fiatem” po Peloponezie, scenariusz, reżyseria
- 1963: Nie żałujmy im słońca, reżyseria
- 1963: Warto, nie warto, reżyseria
- 1962: Nogi, reżyseria
- 1961: Chopin w kraju, scenariusz, reżyseria

### Asystent operatora kamery
- 1959: W krainie smutnej bajki[1]

### Asystent reżysera
- 1957: Na harcerskim biwaku, film fabularny – krótkometrażowy, reż. Wojciech Fiwek[1]

## Nagrody
- 2000: XV Międzynarodowy Katolicki Festiwal Filmów i Multimediów „Niepokalanów 2000”, II nagroda za Za wiarę i ojczyznę[5]
- 1994: Międzynarodowy Festiwal Filmów Katolickich w Niepokalanowie, Nagroda Specjalna za Czas wielkiej próby
- 1989: Międzynarodowy Festiwal Filmów Przyrodniczych im. Włodzimierza Puchalskiego w Łodzi, Nagroda Specjalna za Straszyki
- 1987: Międzynarodowy Festiwal Filmów Przyrodniczych im. Włodzimierza Puchalskiego w Łodzi, Nagroda Główna za U progu życia
- 1986: Przegląd Filmów o Sztuce (Zakopane), III Nagroda „Brązowy Pegaz” za Konserwacja mebli do Zamku Królewskiego
- 1986: Międzynarodowy Festiwal Filmów Czerwonego Krzyża i Medycznych (Warna), I Nagroda w kategorii filmu dydaktycznego za U progu życia
- 1986: Ogólnopolski Przegląd Filmów z zakresu oświaty zdrowotnej (Kielce), I Nagroda za U progu macierzyństwa
- 1983: Ogólnopolski Przegląd Filmów z zakresu oświaty zdrowotnej (Kielce), Nagroda Specjalna za S.O.S.
- 1978: Ogólnopolski Przegląd Filmów z zakresu oświaty zdrowotnej (Kielce), III Nagroda za W mojej rodzinie
- 1976: Ogólnopolski Przegląd Filmów z zakresu oświaty zdrowotnej w (Kielce), Dyplom za Moje zęby świadczą o mnie
- 1975: Międzynarodowy Festiwal Filmów Oświatowych (Teheran), Nagroda za Fitochormony
- 1974: Festiwal Filmów Dydaktycznych w Łodzi, Srebrny Światowid za Fitochormony
- 1974: Ogólnopolski Festiwal Filmów Rolniczych (Lublin), I Nagroda za Fitochormony
- 1973: Kongres Międzynarodowej Federacji Filmu naukowego (Warna), Dyplom za Fitochormony

Źródło: